# فلين آدم
فلين آدم (بالإنجليزية: Flynn Adam)‏ هو رابر أمريكي، ولد في 3 أغسطس 1973.

## وصلات خارجية
- الموقع الرسمي